# Fuglafjørður
Fuglafjørður (in danese: Fuglefjord) è un comune delle Isole Fær Øer. Ha una popolazione di 1 562 abitanti, fa parte della regione di Eysturoy sull'isola omonima. Il nome del comune significa letteralmente 'fiordo degli uccelli'.
Oltre al capoluogo il comune comprende le località di Hellur (25 abitanti) e Kambsdalur (170 abitanti).

## Amministrazione

### Gemellaggi
- Aalborg[1]
- Husavik
- Ilulissat

## Sport
- ÍF Fuglafjørður, società di calcio locale.